# Андрей Кобяков
Андрей Кобяков (на беларуски: Андрэй Кабякоў) е беларуски политик, министър-председател на Беларус от 27 декември 2014 до 18 август 2018 г.

## Биография
Роден е на 21 ноември 1960 г. в Москва, Съветска Русия, СССР.